# Europarlamentari del Regno Unito della II legislatura
Gli europarlamentari del Regno Unito della II legislatura, eletti in occasione delle elezioni europee del 1984, furono i seguenti.

## Composizione storica
| Europarlamentare                          | Lista                                  | Gruppo |
| ----------------------------------------- | -------------------------------------- | ------ |
| Gordon J. Adam                            | Partito Laburista                      | SOC    |
| Richard A. Balfe                          | Partito Laburista                      | SOC    |
| Robert C. Battersby                       | Partito Conservatore                   | DE     |
| Christopher Beazley                       | Partito Conservatore                   | DE     |
| Peter Beazley                             | Partito Conservatore                   | DE     |
| The Lord Nicholas Bethell                 | Partito Conservatore                   | DE     |
| Beate Ann Brookes                         | Partito Conservatore                   | DE     |
| Janey O'Neil Buchan                       | Partito Laburista                      | SOC    |
| Bryan M.D. Cassidy                        | Partito Conservatore                   | DE     |
| Barbara A. Castle                         | Partito Laburista                      | SOC    |
| Sir Fred Catherwood                       | Partito Conservatore                   | DE     |
| Kenneth D. Collins                        | Partito Laburista                      | SOC    |
| Richard J. Cottrell                       | Partito Conservatore                   | DE     |
| John De Courcy Ling                       | Partito Conservatore                   | DE     |
| Baroness Christine M. Crawley             | Partito Laburista                      | SOC    |
| George Robert Cryer                       | Partito Laburista                      | SOC    |
| David M. Curry                            | Partito Conservatore                   | DE     |
| Margaret E. Daly                          | Partito Conservatore                   | DE     |
| The Lord Douro                            | Partito Conservatore                   | DE     |
| The Baroness Elles                        | Partito Conservatore                   | DE     |
| James Elles                               | Partito Conservatore                   | DE     |
| Michael N. Elliott                        | Partito Laburista                      | SOC    |
| Winifred M. Ewing                         | Partito Nazionale Scozzese             | ADE    |
| Sheila Faith                              | Partito Conservatore                   | DE     |
| Alexander C. Falconer                     | Partito Laburista                      | SOC    |
| Basil De Ferranti                         | Partito Conservatore                   | DE     |
| Glyn Ford                                 | Partito Laburista                      | SOC    |
| (Win) Winston James Griffiths             | Partito Laburista                      | SOC    |
| Michael J. Hindley                        | Partito Laburista                      | SOC    |
| Geoffrey W. Hoon                          | Partito Laburista                      | SOC    |
| Paul F. Howell                            | Partito Conservatore                   | DE     |
| Leslie J. Huckfield                       | Partito Laburista                      | SOC    |
| Stephen Hughes                            | Partito Laburista                      | SOC    |
| John Hume                                 | Partito Social Democratico e Laburista | SOC    |
| Alasdair Henry Hutton                     | Partito Conservatore                   | DE     |
| Caroline Jackson                          | Partito Conservatore                   | DE     |
| Christopher Murray Jackson                | Partito Conservatore                   | DE     |
| Michael L. Kilby                          | Partito Conservatore                   | DE     |
| Alfred Lomas                              | Partito Laburista                      | SOC    |
| Michael McGowan                           | Partito Laburista                      | SOC    |
| Hugh R. McMahon                           | Partito Laburista                      | SOC    |
| Edward Mcmillan-Scott                     | Partito Conservatore                   | DE     |
| John Leslie Marshall                      | Partito Conservatore                   | DE     |
| David Martin                              | Partito Laburista                      | SOC    |
| Thomas Megahy                             | Partito Laburista                      | SOC    |
| James Moorhouse                           | Partito Conservatore                   | DE     |
| David R. Morris                           | Partito Laburista                      | SOC    |
| Arthur Stanley Newens                     | Partito Laburista                      | SOC    |
| Edward Newman                             | Partito Laburista                      | SOC    |
| Bill Newton Dunn                          | Partito Conservatore                   | DE     |
| Sir Tom Normanton                         | Partito Conservatore                   | DE     |
| The Lord O'Hagan                          | Partito Conservatore                   | DE     |
| Ian RK Paisley                            | Partito Unionista Democratico          | NI     |
| (Ben) George Benjamin Patterson           | Partito Conservatore                   | DE     |
| Andrew Pearce                             | Partito Conservatore                   | DE     |
| Terrence J. (Terry) Pitt                  | Partito Laburista                      | SOC    |
| The Lord Plumb                            | Partito Conservatore                   | DE     |
| Derek Prag                                | Partito Conservatore                   | DE     |
| Peter N. Price                            | Partito Conservatore                   | DE     |
| Sir Christopher J. Prout (Lord Kingsland) | Partito Conservatore                   | DE     |
| James L.C. Provan                         | Partito Conservatore                   | DE     |
| Joyce G. Quin                             | Partito Laburista                      | SOC    |
| Dame Shelagh Roberts                      | Partito Conservatore                   | DE     |
| Sir James Scott-Hopkins                   | Partito Conservatore                   | DE     |
| Barry H. Seal                             | Partito Laburista                      | SOC    |
| Madron Richard Seligman                   | Partito Conservatore                   | DE     |
| Alexander Sherlock                        | Partito Conservatore                   | DE     |
| Richard J. Simmonds                       | Partito Conservatore                   | DE     |
| Anthony M.H. Simpson                      | Partito Conservatore                   | DE     |
| Llewellyn T. Smith                        | Partito Laburista                      | SOC    |
| George W. Stevenson                       | Partito Laburista                      | SOC    |
| Kenneth A Stewart                         | Partito Laburista                      | SOC    |
| Sir Jack Stewart-Clark                    | Partito Conservatore                   | DE     |
| John David Taylor                         | Partito Unionista dell'Ulster          | DE     |
| The Lord John E. Tomlinson                | Partito Laburista                      | SOC    |
| Carole Tongue                             | Partito Laburista                      | SOC    |
| Frederick A. Tuckman                      | Partito Conservatore                   | DE     |
| Amédée E. Turner                          | Partito Conservatore                   | DE     |
| Sir Peter B.R. Vanneck                    | Partito Conservatore                   | DE     |
| Michael J. Welsh                          | Partito Conservatore                   | DE     |
| Norman West                               | Partito Laburista                      | SOC    |

## Modifiche intervenute

### Partito Conservatore
- In data 15.12.1988 a Basil De Ferranti subentra Edward T. Kellett-Bowman.

### Partito Laburista
- In data 05.03.1987 a Terrence J. (Terry) Pitt subentra John A.W. Bird.